# Nos Olhos de Quem Vê
Nos Olhos de Quem Vê é um romance gráfico brasileiro de Helô D'Angelo, publicado em 2022 pela editora HarperCollins. O livro apresenta diversas reflexões sobre beleza e autoestima, com base tanto nas vivências pessoais da autora quanto em relatos de outras mulheres. 
Em 2023, a obra ganhou o Prêmio Angelo Agostini de melhor lançamento e sua autora ganhou nas categorias de melhor desenhista e melhor roteirista.